# Turistická značená trasa 4607
 Turistická značená trasa 4607 je 0,7 km dlouhá zeleně značená trasa Klubu českých turistů v okrese Břeclav tvořící alternativní směr k dálkové červeně značené trase 0521 přes vrchol Děvína Trasa se nachází na území CHKO Pálava a národní přírodní rezervace Děvín - Kotel - Soutěska.

## Průběh trasy
Turistická trasa má svůj počátek ve vrcholové partii Děvína v lese jižně od samotné kóty na rozcestí s červeně značenou hřebenovou trasou 0521 z Dolních Věstonic do Mikulova, její stejně značenou odbočkou na nedaleký vyhlídkový bod a naučnou stezkou Děvín. Trasa nejprve stoupá severním směrem po pěšině k vrcholu, kde se nachází vyhlídkový bod a vysílač. Zde se stáčí k jihozápadu a po příjezdové cestě ke zdejší stanici zpět do lesa opět na rozcestí s trasou 0521, kde končí.